# Дженсен, Элвуд
Элвуд Вернон Дженсен (англ. Elwood Vernon Jensen; 13 января 1920, Фарго, Северная Дакота — 16 декабря 2012, Цинциннати, Огайо) — заслуженный профессор Университета Цинциннати. Работал на кафедре исследований рака в центре молекулярных исследований Вонца медицинского колледжа Университета Цинциннати. В 2004 году он получил премию Альберта Ласкера за его исследования рецепторов эстрогена. Он считается отцом исследований действия гормонов.

## Биография
Дженсен родился в Фарго, Северная Дакота, в Соединенных Штатах, получил степень бакалавра в Виттенбергском университете в 1940 году и степень доктора философии по органической химии в Чикагском университете в 1944 году. С 1947 года Дженсен изучал стероидные гормоны в Чикаго, где он изолировал приёмные устройства эстрогена и выявил, как они связаны с раком молочной железы.
Дженсен тесно сотрудничал с лауреатом Нобелевской премии Чарльзом Хаггинсом; в 1951 году он присоединился к исследовательской группе в лаборатории рака Бена Мэя (ныне департамент исследований рака Бена Мэя) и стал директором после ухода Хаггинса на пенсию. Дженсен описал рецептор эстрогена в 1958 году, создав новое представление о действии гормонов. Позже это стало представлением о суперсемействе ядерных рецепторов, что позволило прояснить механизм, который регулирует эмбриональное развитие и разнообразные метаболические пути.
Исследования Дженсена привели к разработке лекарств, которые могут усиливать или подавлять действие гормонов.
Работал в Университете Цинциннати в 2002—2011 годах.
Умер в возрасте 92 лет от пневмонии в Цинциннати в 2012.

## Награды
- 1963 Почётный доктор наук Виттенбергского университета
- 1974 член Национальной академии наук США
- 2002 Brinker International Award
- 2004 Премия Альберта Ласкера за фундаментальные медицинские исследования
- 2005 Почётный доктор медицинских наук Университета Афин